# Hubbles serie
Hubbles serie, eller Hubbleserien, är en indelning av galaxer i olika typer som skapades av Edwin Hubble 1925. Galaxtyperna brukar åskådliggöras i ett diagram på följande sätt:
där E0 till E7 utgör elliptiska galaxer, S0 till Sd är spiralgalaxer, SB till SBd är stavspiral-galaxer (B=bar - stav,stång) , och Ir (irregular) är oregelbundna galaxer
- Elliptiska galaxer har en formen av en ellipsoid med ganska jämn fördelning av stjärnor genom hela volymen. Siffran anger graden av excentricitet där E0 är nästan sfäriska och E7 är mycket tillplattade.

- Linsformade galaxer - S0 och SB0 - har en skivliknande form med en rund utbuktning i mitten, men uppvisar ingen spiralstruktur.

- Spiralgalaxer har skivform och central utbuktning, och skivan innehåller spiralarmar som varierar från tätt omlindade (Sa) till en mycket lösare struktur (Sd).

- Stavspiralgalaxer - SBa till SBd, liknar spiralgalaxerna med avseende på spiralstruktur, men istället för att spiralerna utgår från en klotformad central utbuktning utgår de från de båda ändarna på en central stavliknande struktur.

- Oregelbundna galaxer - har ingen regelbunden form och passar inte in i något av de andra mönstren.

Hubble trodde att elliptiska galaxer var den yngsta och mest primitiva formen av galaxer, och att ovanstående diagram representerar en serie mot äldre och mer utvecklade galaxer. Detta har visat sig felaktigt, och elliptiska galaxer är tvärtom mycket gamla och representerar snarare ett slutstadium än en början.
Diagrammet för Hubbleserien brukar ofta populärt kallas "stämgaffel-diagrammet".